# Zenica
Zenica (se citește Zenița) este un oraș industrial situat în partea centrală a statului Bosnia și Herzegovina. Este reședința Cantonului Zenica-Doboj, este localizat la 70 km la nord de Sarajevo și este situat pe cursul râului Bosna. Populația orașului este de 127.334 locuitori.

## Orașe înfrățite
- Gelsenkirchen, Germania
- Hunedoara, România
- Üsküdar, Turcia
- Karșıyaka, Turcia
- Kranj, Slovenia
- Luleå, Suedia
- Temirtau, Kazakhstan
- Fiorenzuola d'Arda, Italia
- Zalaegerszeg, Ungaria